# 立川虫麻呂
虫麻呂（むしまろ）は、日本のイラストレーター。株式会社Mimi Marte代表。

## 人物
- 繊細な色調と厚塗りが特徴。

## 関わった主な作品

### ゲーム
- ゲームブックDS ソード・ワールド2.0
- 赤い刀

### トレーディングカードゲーム
- モンスターコレクション
- ディメンション・ゼロ
- アクエリアンエイジ
- 三国志大戦TCG
- 戦国大戦（EX明智光秀、宴池田せん）

### ネットゲーム
- アルテイル - ディメンション・ゼロとのコラボレーション
- ピリオドゼロ
- 神撃のバハムート
- shadowverse
- 三国志大戦M

### 書籍
- アキバセレブリティ
- ペギー＆ノノ 華麗なる冒険 ソードワールド2.0テイルズ
- 『シノビガミ・リプレイ戦』
- 画集 『虫麻呂 art work collection』